# Zeitz
Zeitz (górnołuż. Žič, pol. hist. Życz) – miasto w Niemczech, w kraju związkowym Saksonia-Anhalt, w powiecie Burgenland, ok. 30 km na południowy zachód od Lipska.

## Historia

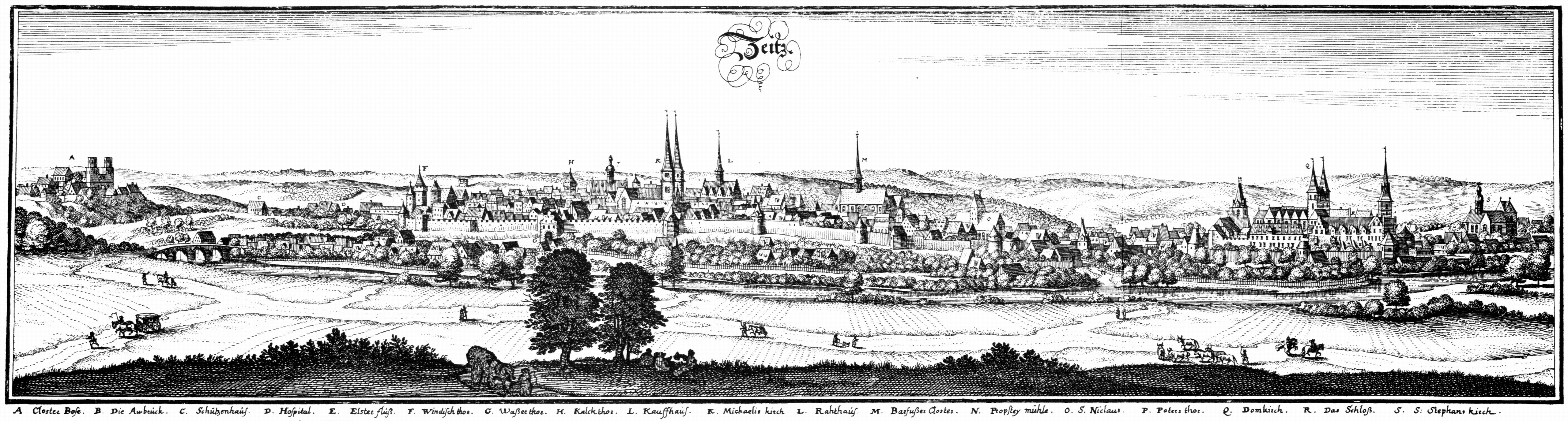
Zeitz w XVII wieku

Pierwsza pisemna wzmianka o miejscowości pochodzi z roku 967, kiedy erygowano tu biskupstwo celem chrystianizacji Słowian Połabskich. Pomiędzy 1002 a 1004 Życz znajdowała się w granicach państwa polskiego. W 1029 biskupstwo zostało przeniesione do Naumburga.
Miasto zostało zdobyte przez Szwedów w trakcie wojny trzydziestoletniej, po czym zostało przekazane Elektoratowi Saksonii. W latach 1657–1718 było stolicą udzielnego księstwa Saksonii-Zeitz. W 1718 powróciło do Elektoratu Saksonii. Od 1806 w granicach Królestwa Saksonii.

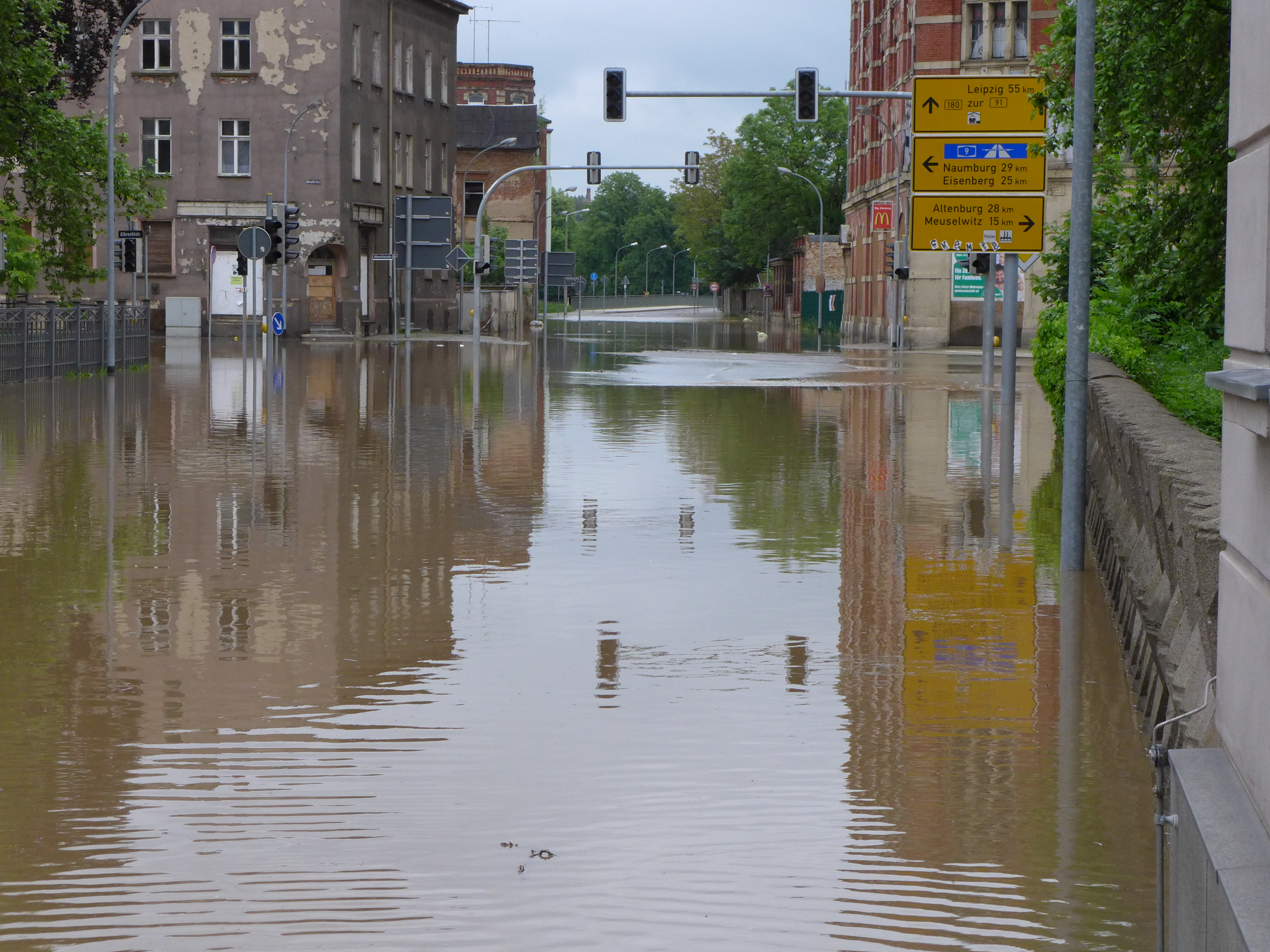
Powódź (2013)

Zajęte przez Prusy w 1815 r. na mocy postanowień kongresu wiedeńskiego. Od 1871 r. w granicach Niemiec.
W kwietniu 1945 zostało zdobyte przez Amerykanów, a następnie w lipcu przekazane Sowietom. W latach 1949–1990 w NRD.
1 lipca 2009 do miasta przyłączono gminy Döbris, Geußnitz, Kayna, Nonnewitz i Würchwitz. Podczas kolejnej reformy administracyjnej w granicach miasta znalazły się gminy Luckenau i Theißen.
W 2013 r. miasto ucierpiało na skutek powodzi.

## Geografia
Zeitz leży nad rzeką Biała Elstera, ok. 30 km na południowy zachód od Lipska i ok. 25 km na północ od miasta Gera.
Przez miasto przebiegają dwie drogi krajowe B2 i B180.

## Zabytki
- ratusz(inne języki)
- zamek(inne języki)
- mury miejskie(inne języki)
- katedra św. Piotra i Pawła
- kościół franciszkanów(inne języki)
- kościół św. Michała(inne języki)
- kościół św. Mikołaja(inne języki)

## Gospodarka
W mieście rozwinął się przemysł chemiczny, maszynowy, metalowy, spożywczy, skórzany oraz meblarski.

## Współpraca
Miejscowości partnerskie:
- Darchan, Mongolia
- Detmold, Nadrenia Północna-Westfalia
- Królewiec, Rosja
- Tosu, Japonia

## Galeria

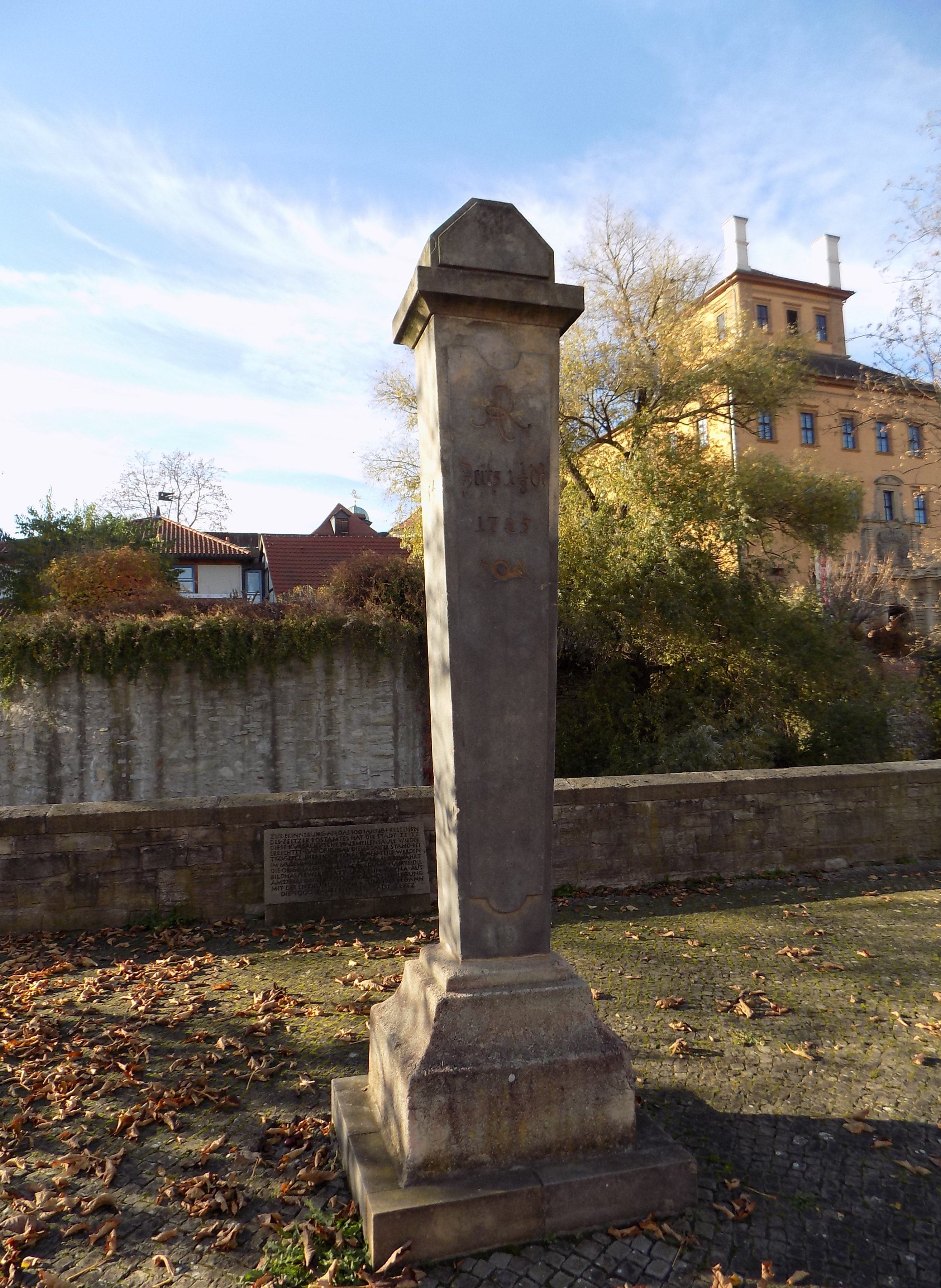
Kamień półmilowy króla Augusta II
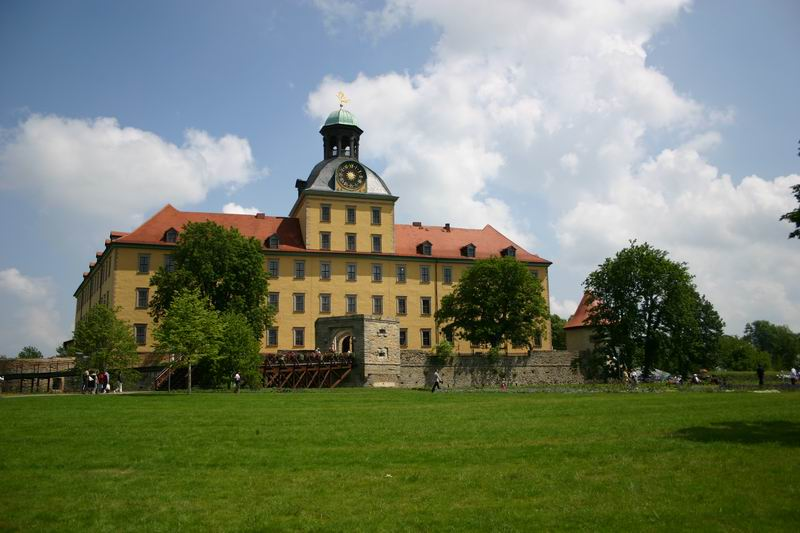
Zamek
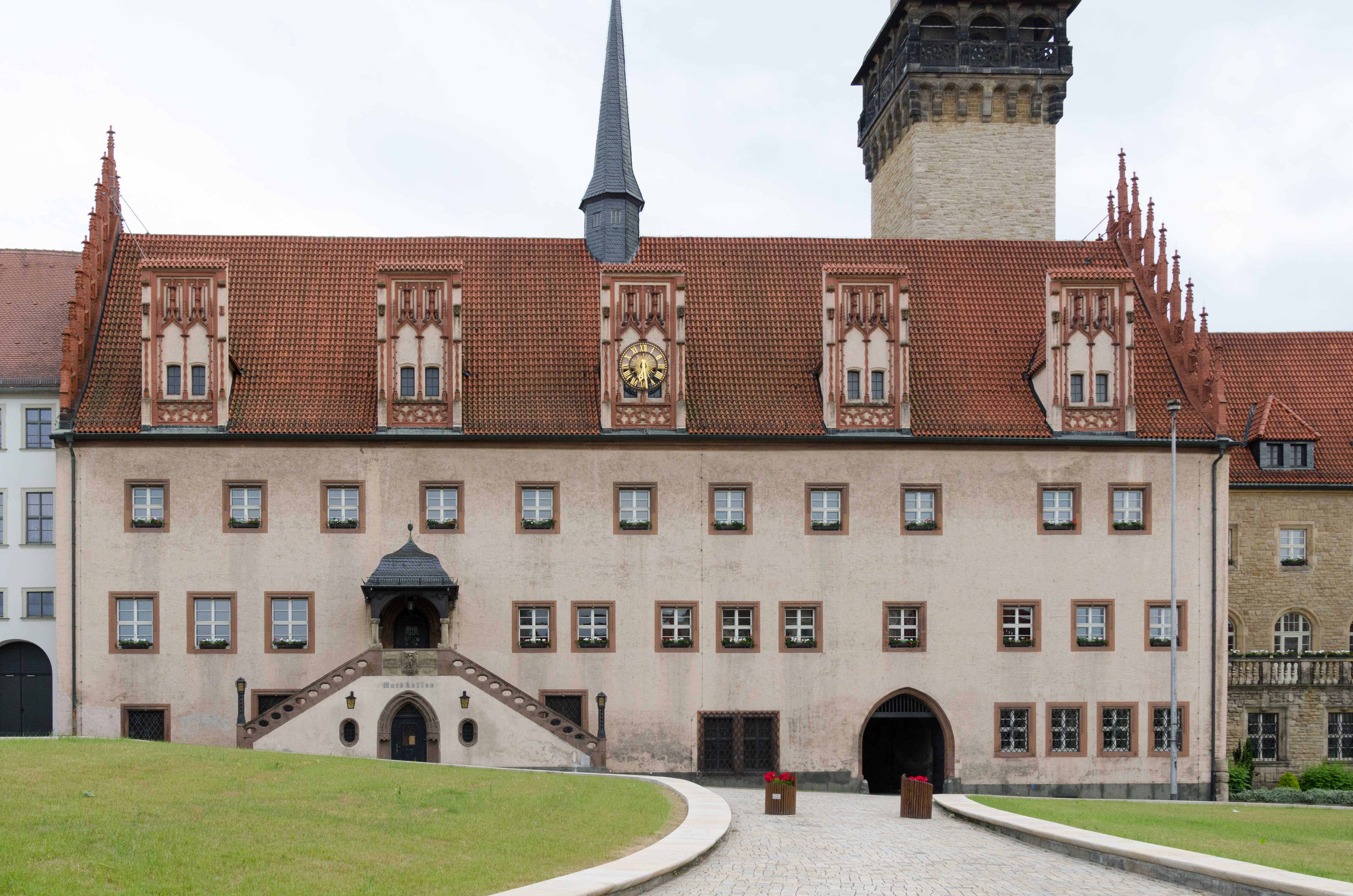
Ratusz
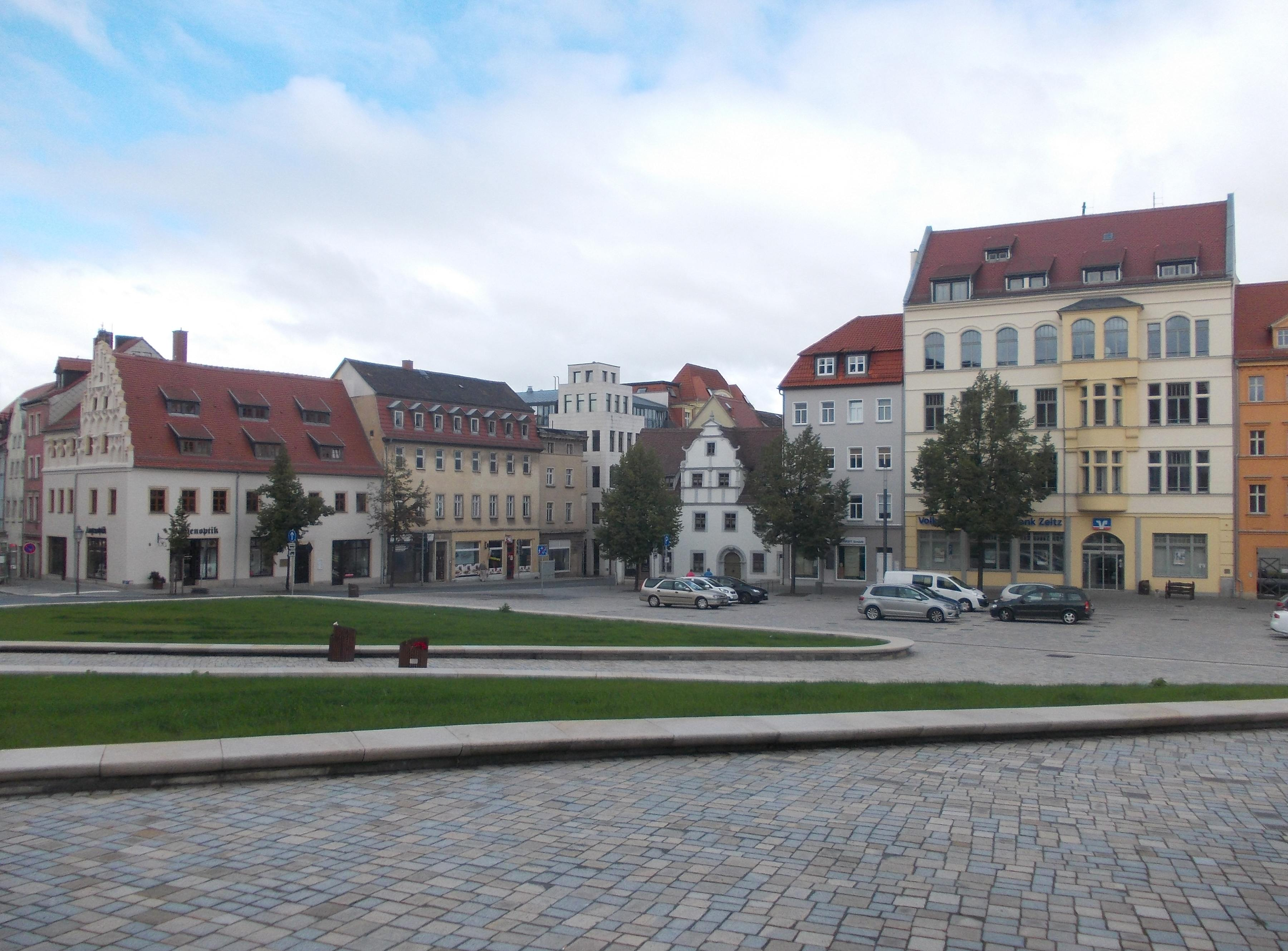
Stary Rynek
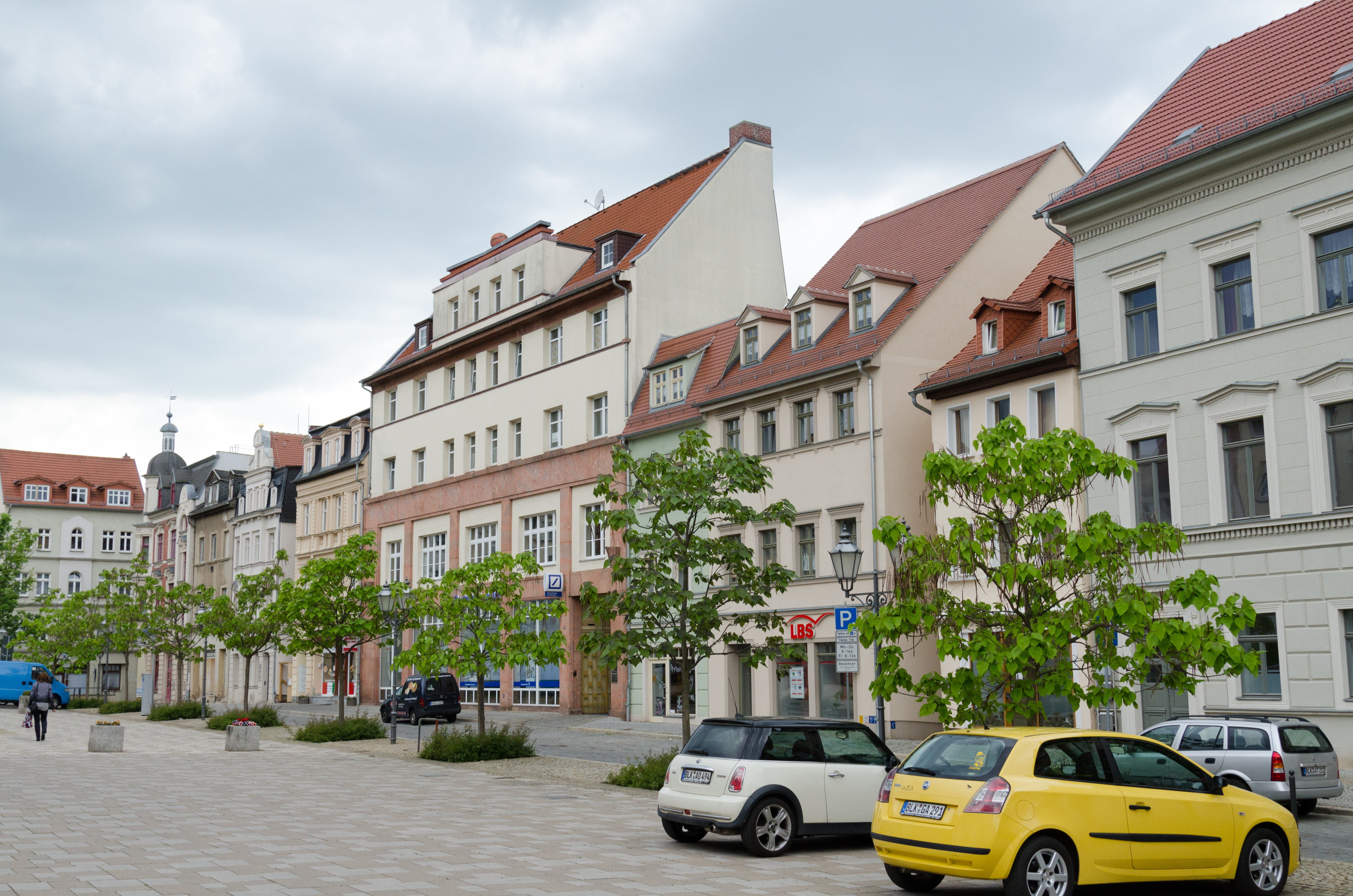
Nowy Rynek
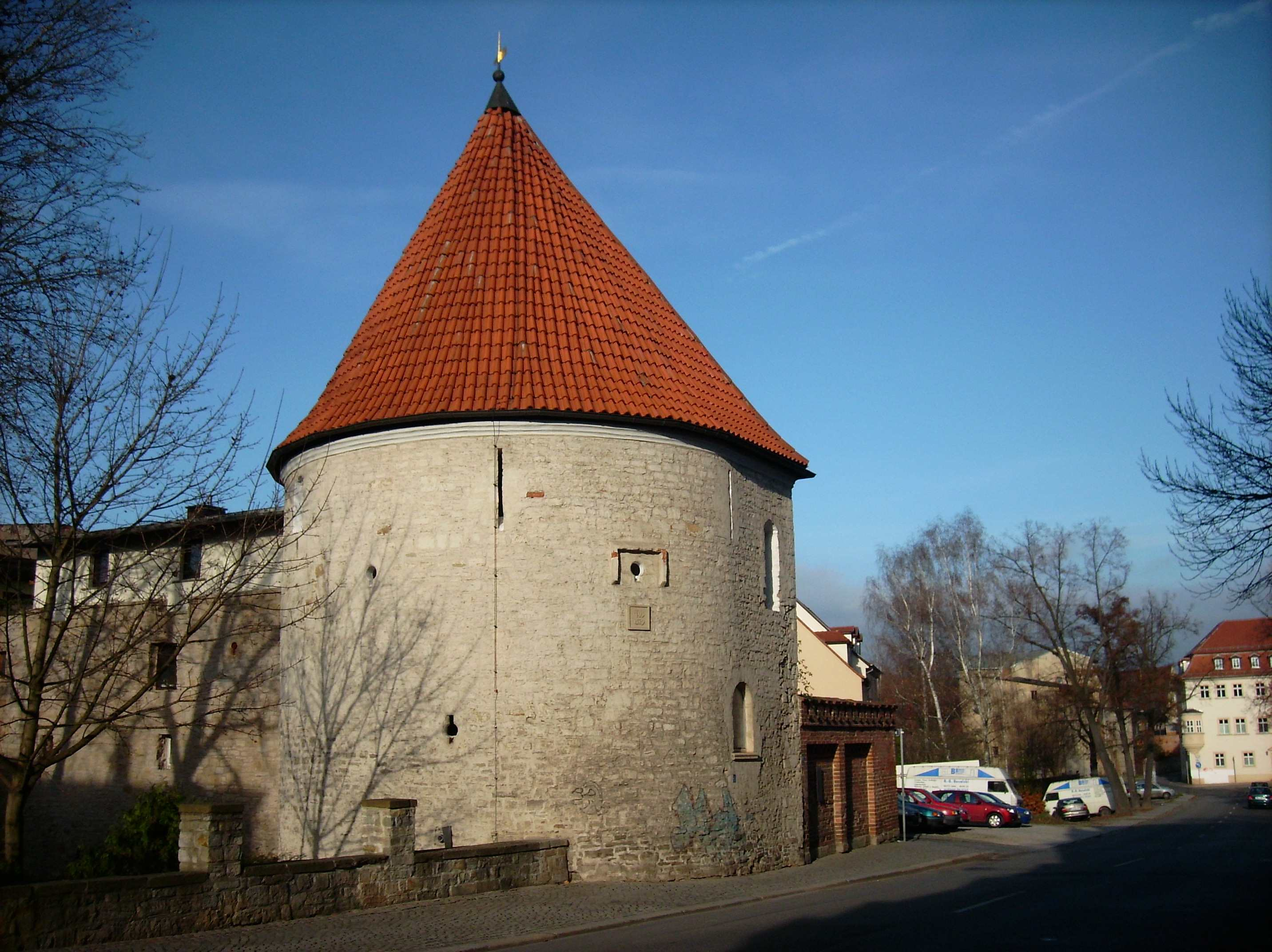
Obwarowania miejskie